# 2 Karo Balickiego
2♦️️ Balickiego – brydżowa konwencja licytacyjna, odmiana Minimulti opracowana przez polskiego arcymistrza Cezarego Balickiego.
Po otwarciu 2♦️️ pokazującego słabe dwa w kolorze starszym, odpowiadający może licytować następująco:
- 2♥️️ – do długości
  - pas – kiery
  - 2♠️ – piki
- 2♠️ – relay, brak fitów w obu starszych
  - 2BA – brak krótkości lub singleton w kolorze starszym, po czym 3♣️ to kolejny relay
    - 3♣️ – słabe dwa w kierach, bez krótkości
    - 3♦️️ – słabe dwa w kierach, krótkość pik
    - 3♥️️ – słabe dwa w pikach, bez krótkości
    - 3♠️ – słabe dwa w pikach, krótkość kier
- 2BA – relay, obiecuje fity w obu kolorach starszych
  - 3♣️ – góra otwarcia, 3♦️️ to relay o kolor
  - 3♦️️ – góra otwarcia z silnym kolorem z jedną lewą przegrywającą
  - 3♥️️/♠️ – naturalne i słabe
- 3♣️ – wymusza u partnera teksas na jego kolor
- 3♦️️ – wymusza u partnera zalicytowanie jego koloru
- 3/4♥️️ – do koloru
- 4m – jak 3m